# Franciszek von Maltzan
Franciszek von Maltzan (zm. 1560) – wolny pan stanowy Sycowa od roku 1551.

## Rodzina i pochodzenie
Był młodszym synem Joachima von Maltzan i Bernardyny z domu Wallenstein. 

## Panowanie w Sycowie
Po ucieczce jego ojca, Joachima do Brandenburgii, w wyniku zbrojnej egzekucji długów, jego wychowaniem zajęła się matka, której wierzyciele pozwoli przebywać z dziećmi na stałe w Sycowie.
Sprawował rządy razem ze swoim starszym bratem Janem Bernhardem. Najważniejszym celem ich polityki było przywrócenie sobie i swoim następcą pełnych praw do sycowskiej posiadłości. W latach 1551–1557 zastaw znajdował się kolejno w rękach Ottona von Zedlitza (do 1555), a następnie Wilhelma von Kurzbacha.
Odzyskawszy pełnię praw do majątku zdecydował się z bratem na sprzedaż połowy dóbr wolnego państwa stanowego swojemu kuzynowi – Georgowi von Maltzan za 20 tys. guldenów węgierskich, lecz po roku trafiły one z powrotem do Jana Bernharda i Franciszka.
Wkrótce potem dokonał podziału dóbr sycowskich między siebie i młodszego brata. Zatrzymał przy sobie północno-zachodnią część państwa (z Sycowem i Międzyborzem) oddając Franciszkowi część południowo-wschodnią (z Bralinem).